# Büşra Develi
Büşra Develi (İzmit, 25 agosto 1993) è un'attrice turca.

## Biografia
Nata nella città di İzmit, da ragazzina si trasferisce con l'intera famiglia ad Adalia, dove completa il proprio percorso di studi. Rilocatasi poi a Istanbul per studiare recitazione, frequenta il Dipartimento di teatro presso l'Università di Belle Arti Mimar Sinan.
Entra nel mondo della recitazione nel 2015, ottenendo subito il ruolo da protagonista Selin nella serie televisiva Tatlı Küçük Yalancılar, remake della serie statunitense Pretty Little Liars. L'anno seguente appare invece nella fiction Tatlı İntikam, in cui affianca Leyla Lydia Tuğutlu, Furkan Andıç e İlker Kızmaz.
Compie il suo esordio sul grande schermo nel 2017, quando è scritturata dal regista Can Ulkay per far parte del film drammatico Ayla - La figlia senza nome, dove interpreta Nimet durante gli anni cinquanta. Lo stesso anno è impegnata nel cortometraggio  	Bitmiş Aşklar Müzesi di Murathan Özbek, assieme a Gün Koper e Ahmet Rıfat Şungar, e nelle riprese della webserie Fi.
Agli inizi del 2018 è tra i protagonisti della serie storica di Kanal D Mehmed: Bir Cihan Fatihi, incentrato sulla lotta per il potere del sultano ottomano Maometto II. Qui veste i panni di Eleni, figlia dell'ultimo megaduca dell'Impero bizantino Luca Notara. Successivamente affianca Kıvanç Tatlıtuğ nel film Hadi be Oğlum del regista Bora Egemen, oltre a ritrovare Burak Deniz nel lungometraggio Arada.

## Filmografia

### Cinema
- Ayla - La figlia senza nome (Ayla), regia di Can Ulkay (2016)
- Bitmiş Aşklar Müzesi, regia di Murathan Özbek - cortometraggio (2017)
- Mio figlio (Hadi be Oğlum), regia di Bora Egemen (2018)
- Arada, regia di Mu Tunç (2018)

### Televisione
- Tatlı Küçük Yalancılar – serie TV (2015)
- Sweet Revenge – serie TV (2016)
- Fi – webserie (2017-2018)
- Mehmed: Bir Cihan Fatihi – serie TV (2018)

### Videoclip
- È l'Amore – Mina e Adriano Celentano (2016)